# Johannes Matthaeus Koelz
Johannes Matthaeus Koelz (* 31. März 1895 in Mühldorf am Inn; † 3. Juli 1971) war ein deutsch-britischer Künstler.

## Leben
1915 ging er mit der 7. Kompanie des Bayerischen Infanterieregimentes an die Westfront und diente bis Kriegsende.
Ab 1919 war er Polizist in München und bei der Bayerischen Bergpolizei sowie Ausbilder für waffenlosen Kampf an der Polizeischule Spandau.
Parallel dazu studierte er an der Akademie der Bildenden Künste München. Koelz war Meisterschüler bei Franz von Stuck und Olaf Gulbransson.
Im März 1933 zog er nach Maribor und kehrte 1935 nach Hohenbrunn zurück. Wegen der Veröffentlichung satirischer Gedichte drohte ihm 1937 die Verhaftung durch die Geheimpolizei; dank rechtzeitiger Warnung konnte er mit seiner Familie nach Prag fliehen.
1939 ging die Flucht über Rotterdam weiter nach England. Koelz wurde 1940 als „Feindlicher Ausländer“ inhaftiert und mit der Dunera ins Kriegsgefangenenlager in Hay Shire (Australien) gebracht. 1941 kehrte Koelz nach England zurück und meldete sich für die Royal Pioneer Corps. Im Juni 1944 wechselte er zur Instandsetzungseinheit RAOC. 1946 war er in Bad Tölz für die Zivile Zensur der US-Armee tätig.
1950 erhielt er einen Master in Kunst von der New Mills Grammar School.
1957 starb seine Frau Claire.
Ein Triptychon, das er zerstückelte, um es vor den Nazis zu verstecken, ist jetzt im New Walk Museum in Leicester zu sehen. Es war Teil der Ausstellung „Der Weltkrieg 1914–1918: Ereignis und Erinnerung“ 2004 im Deutschen Historischen Museum.